# Willibald Gänger
Willibald Gänger (* 16. Dezember 1903 in Wörth am Rhein; † 10. Dezember 1994 in Bad Bergzabern) war ein deutscher Politiker (SPD).

## Leben
Nach dem Volksschulabschluss absolvierte Gänger eine Schlosserlehre in Karlsruhe. Er war seit 1918 Mitglied der Arbeiterbewegung und besuchte die sozialistische Heimvolkshochschule auf Schloss Tinz. Im Anschluss ging er auf Wanderschaft, die ihn von 1926 bis 1931 in die Sowjetunion und nach Vorderasien führte und während der er eine Universität in Moskau besuchte. Zurück in Deutschland folgte der Besuch der Gewerkschaftsschule in Dürrenberg.
Nach der Machtübernahme der Nationalsozialisten betätigte sich Gänger im Widerstand und übernahm 1933 in Karlsruhe die Leitung einer illegalen Gruppe aus Mitgliedern, die zuvor dem Reichsbanner Schwarz-Rot-Gold und der SPD angehört hatten. Des Weiteren fungierte er als Herausgeber der von den Nationalsozialisten verbotenen Zeitung Gegen den Strom. Seine offizielle Arbeit verrichtete er als Schlosser, Monteur und Reisevertreter. Ab 1940 nahm Gänger als Soldat am Zweiten Weltkrieg teil. Er diente an der Ostfront, wurde unter anderem als Dolmetscher eingesetzt und geriet als Unteroffizier in Gefangenschaft.
Nach seiner Entlassung aus der Kriegsgefangenschaft 1946 arbeitete Gänger zunächst in der Arbeitsverwaltung. Ab 1952 betrieb er ein Schuhgeschäft in Bergzabern.
Mittlerweile hatte Gänger sich der SPD angeschlossen. Er wurde zum Vorsitzenden des SPD-Kreisverbandes Bergzabern gewählt und war Vorstandsmitglied des SPD-Bezirkes Pfalz, für den er auch als Parteisekretär arbeitete. Ab 1948 war er Kreistagsmitglied des Kreises Bergzabern. Von 1946 bis 1947 gehörte er der Beratenden Landesversammlung an, die von den Alliierten mit der Ausarbeitung der Landesverfassung für Rheinland-Pfalz beauftragt worden war. Bei der ersten Landtagswahl im Mai 1947 wurde er als Abgeordneter in den Rheinland-Pfälzischen Landtag gewählt, dem er ohne Unterbrechung bis zum Ende der fünften Legislaturperiode 1967 angehörte. Während seiner parlamentarischen Tätigkeit war er unter anderem Mitglied des Rundfunkrates des Südwestfunks (SWF).
Privat betätigte sich Gänger als Kunstsammler und förderte zahlreiche Pfälzer Künstlerinnen und Künstlern, unter ihnen den Maler und Grafiker Rolf Müller-Landau und die Schriftstellerin Martha Saalfeld. Gänger war von 1951 bis 1958 Geschäftsführer der Pfälzischen Sezession und Vorstandsmitglied der Vereinigung Pfälzischer Kunstfreunde. In seiner Funktion als Geschäftsführer der Pfälzischen Sezession unterhielt er Briefwechsel mit verschiedenen Künstlerinnen und Künstlern seiner Zeit. Mit rund 40 Briefen ist Gängers Korrespondenz besonders gut mit dem Maler Hans Purrmann dokumentiert.
Willibald Gänger war seit 1934 in zweiter Ehe mit Luise Hahn verheiratet und hatte eine Tochter.

## Ehrungen
- 1965: Verdienstkreuz 1. Klasse des Verdienstordens der Bundesrepublik Deutschland
- 1986: Verdienstorden des Landes Rheinland-Pfalz